# Chuột mù
Typhlomys cinereus (tên tiếng Anh: Chinese pygmy dormouse) là một loài động vật có vú trong họ Platacanthomyidae, bộ Gặm nhấm. Loài này được Milne-Edwards mô tả năm 1877.
Chuột mù nhỏ bằng chuột nhắt. Trên mặt lưng màu nâu thẫm gần như đồng màu. Chúng có màu xám ở mặt bụng từ cằm đến hậu môn và mặt trong tay chân từ cổ đến tay, và đầu gối. Lông màu nâu hơi đen phủ mu bàn tay, bàn chân. Tai nhỏ gần như không có lông. Đuôi chúng dài hơn thân, lông ở gốc đuôi thua, màu nâu, chóp đuôi có túm lông thường màu trắng. Loài này phân bố ở Trung Quốc, ở Việt Nam chỉ có ở Lào Cai.